# Latécoère 521
El gran hidrocanoa hexamotor Latécoère 521 (F-NORD), nombrado Lieutenant de Vaisseau Paris diseñado y construido por la firma Société Industrielle d'Aviation Latécoère (SIDAL) fue concebido expresamente como un transporte de pasajeros para la ruta del Atlántico Norte. Reemplazó el anterior proyecto del cuatrimotor Laté 520 y, en el momento de su finalización, tenía la distinción de ser el avión más grande construido en Francia, así como uno de los primeros grandes aviones de pasajeros capaces de volar rutas transatlánticas. El hidrocanoa fue nombrado en honor a Paulin Louis Jérôme Paris , piloto naval poseedor de numerosos récords con hidroaviones fallecido en 1934.
Volado por primera vez el 10 de enero de 1935, el Laté 521 logró varios récords mundiales relacionados con la carga útil y la resistencia. Fue introducido en el servicio de pasajeros por el operador nacional Air France , que pudo abrir varias rutas de pasajeros de larga distancia que antes eran inalcanzables. Como avión civil, el Laté 521 se equipó como un hidrocanoa de pasaje de lujo, proporcionando un alto nivel de comodidad y servicio a sus pasajeros. Poco después del estallido de la Segunda Guerra Mundial, el Laté 521 pasó a manos de la Aéronavale, que normalmente operó el tipo como un avión de patrulla marítima de largo alcance. El Laté 521 fue la base del único hidrocanoa civil Laté 522 Ville de Saint Pierre y los tres de la variante militar Laté 523 construidos para la Armada francesa.

## Diseño y desarrollo
A principios de la década de 1930, el reconocido ingeniero y empresario fabricante de aviones francés Pierre-Georges Latécoère fundador de la firma Société Industrielle d'Aviation Latécoère (SIDAL) y su ingeniero de proyectos Marcel Moine comenzaron a diseñar un nuevo gran hidrocanoa que, estaba destinado a realizar vuelos de larga distancia transportando pasajeros y correo aéreo. A finales de los años veinte y la década de los treinta, Francia, Alemania, Reino Unido, la Unión Soviética y los Estados Unidos se esforzaban por construir aviones - en su mayoría hidrocanoas - cada vez de mayor tamaño que superarían la escala y la capacidad de carga útil de los aviones anteriores y, en última instancia, desplazarían al transatlántico como medio principal de viajes de pasajeros a otros continentes. El desarrollo de tales aviones era una cuestión de prestigio nacional y Latécoère encontró rápidamente apoyo para su esfuerzo.
Laté 520
En un principio el hidrocanoa designado Latécoère 520 del orden de las 35 t con carga máxima, iba a ser propulsado por cuatro motores refrigerados por agua Hispano-Suiza 18Sbr de 1000 hp; desafortunadamente, poco después de que comenzara la construcción del hidroavión, la compañía Hispano-Suiza interrumpió los trabajos de desarrollo del modelo, por lo que el equipo de diseño de Latécoère se vio obligado a rediseñar el avión, esta vez propulsado por seis motores; se retuvo la estructura original del casco, pero las superficies del ala y cola fueron diseñadas de nuevo.
Laté 521

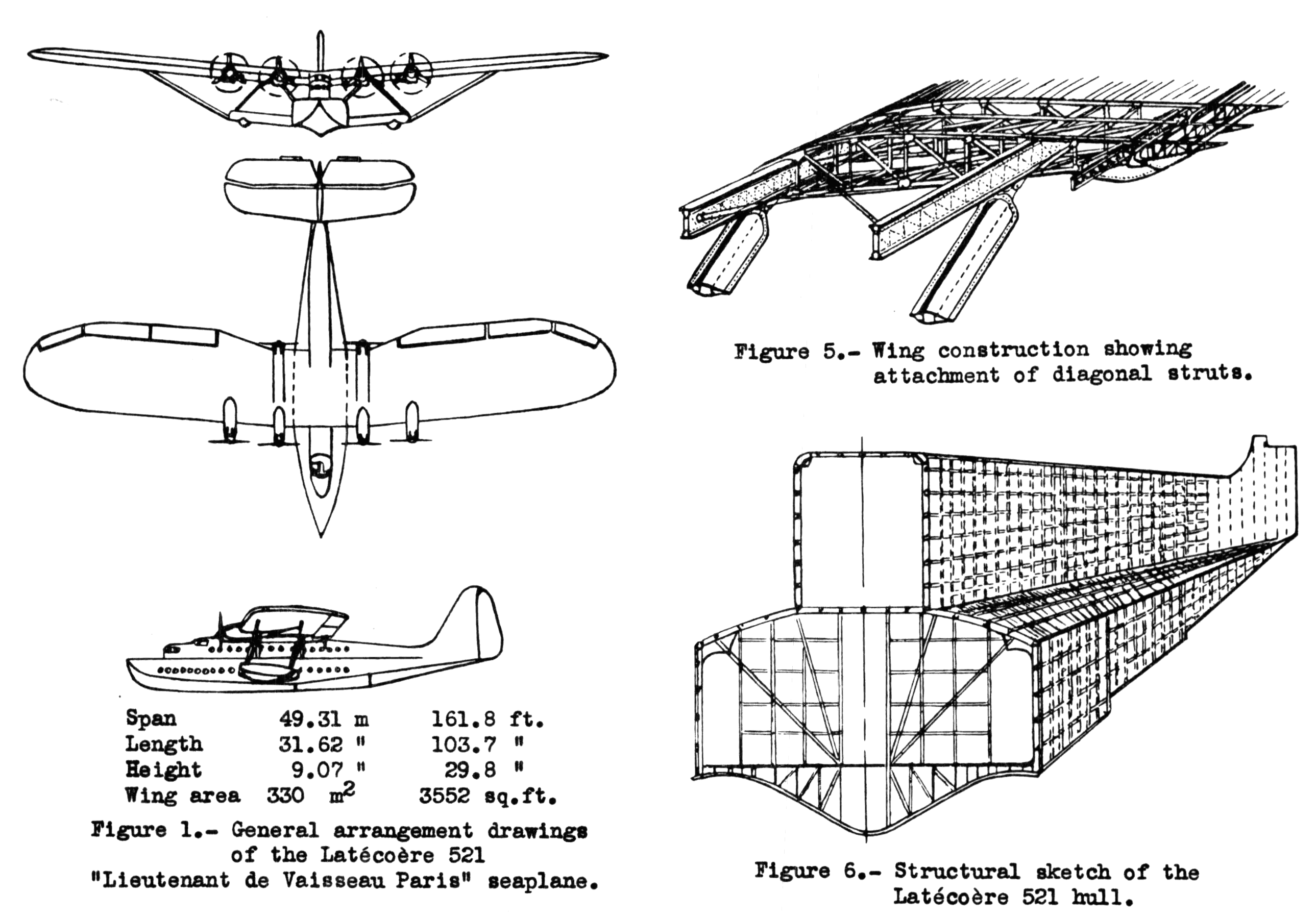
Latécoère 521 dibujo de detalle en NACA AC-202, 1936

El nuevo diseño denominado Laté 521,  resultó en un gran sesquiplano con los motores albergados en góndolas emplazadas bajo el ala superior en parasol. A cada lado del casco se extendían unas alas embrionarias unidas mediante montantes al ala superior y dotadas de un flotador estabilizador en cada extremo. Sobre el ala superior, los motores exteriores estaban instalados individualmente y los interiores por parejas en tándem en configuración Push-pull provistos de hélices tractoras e impulsoras.
El ala del Laté 521 constaba de una sección central y dos secciones exteriores cubiertas de tela que estaban arriostradas a las alas embrionarias. Esta ala usaba el diseño convencional de dos largueros; tanto los largueros como las nervaduras eran de duraluminio. La estructura del ala estaba reforzada internamente por una combinación de tirantes tubulares de duraluminio y tubos redondos de acero de alta resistencia. Las puntas redondeadas de las alas estaban sostenidas por largueros en forma de celosía. Los alerones equilibrados estáticamente se dividieron en tres secciones los alerones centrales usaban largueros en forma de celosía (celosía Warren) mientras que los alerones exteriores tenían largueros compuestos de tubos redondos; externamente, los alerones tenían revestimientos de tela. El ala estaba reforzada a cada lado por cuatro puntales en V inclinados; estos puntales de arriostramiento se cubrieron con láminas de duraluminio moldeadas y, sostenida internamente por placas planas compactas y secciones en U.
El Laté 521 presentaba un gran casco de dos redientes y dos pisos que brindaba espacio para 80 plazas. Presentaba una estructura totalmente metálica, compuesta en gran parte de duraluminio. El casco utilizó un enfoque de construcción longitudinal, disipando el estrés del revestimiento a través de sus marcos transversales. Como medida para mitigar posibles daños, el casco se dividió en siete compartimentos estancos. Las alas embrionarias articuladas en la parte inferior del casco, cada una llevaba un patrocinador para proporcionar estabilidad adicional sobre el agua, además de albergar seis  grandes tanques de combustible con una capacidad total de 22 300 l y presentar una sección aerodinámica para ayudar durante las carreras de despegue. Una gran cantidad de refuerzos estaban presentes en todas las alas cortas para lograr una construcción relativamente resistente a la tensión, transmitiendo y distribuyendo las tensiones a través de los marcos y los largueros del casco.
En su configuración de servicio civil, el Laté 521 podía transportar un máximo de 72 pasajeros en condiciones de lujo. Sin embargo, en los típicos servicios transatlánticos normalmente solo se embarcaba unos 26 pasajeros, los cuales se alojaban en la cubierta inferior. Se podrían transportar complementos más grandes de pasajeros en las más cortas rutas a través del Mediterráneo para las que originalmente fue previsto que sirviera el diseño.

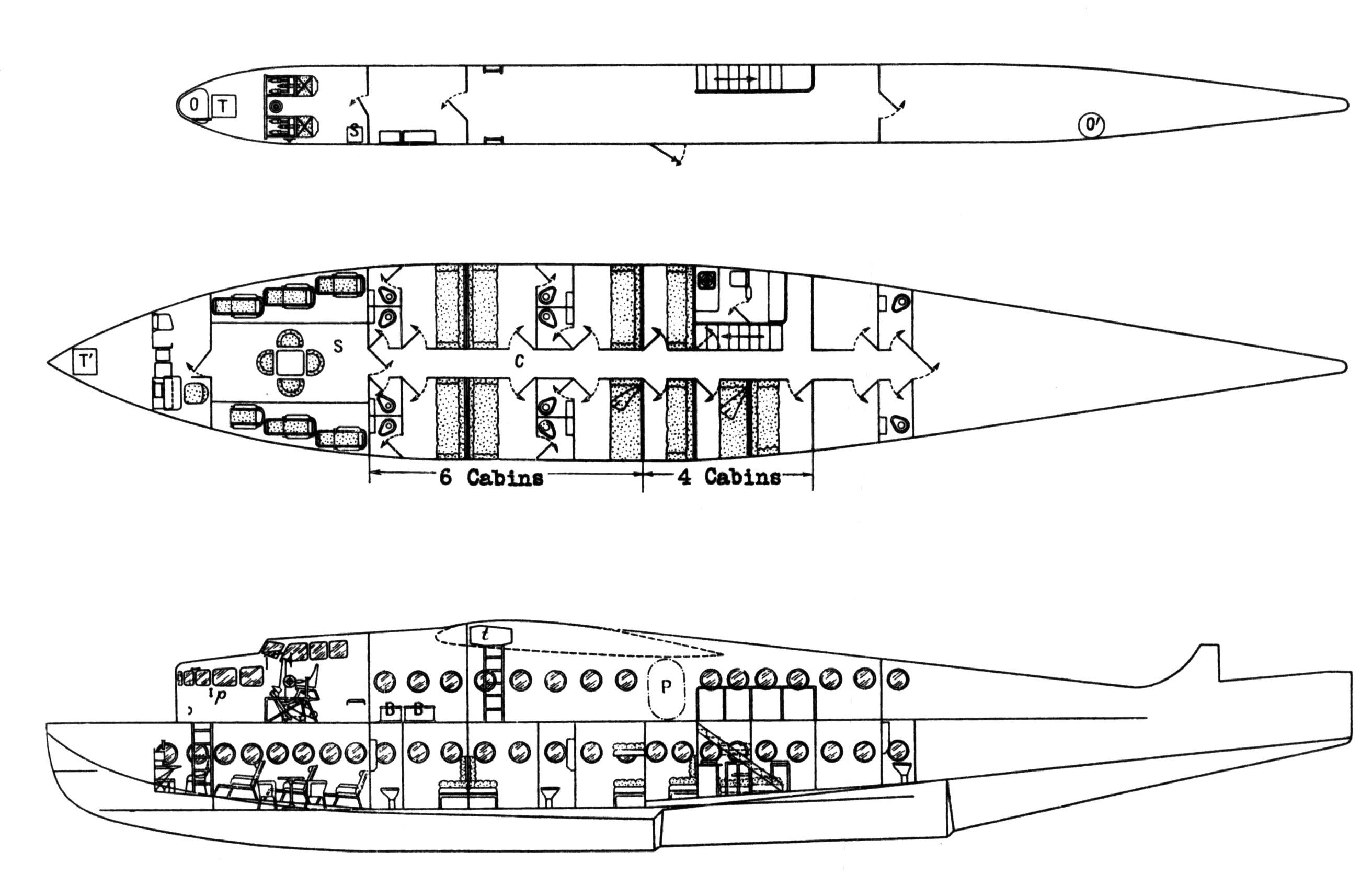
Plano de distribución interior del Laté 521 en NACA AC-202

El nivel inferior tenía un compartimento proel de amarre, detrás del cual se hallaban los espacios del operador del equipo inalámbrico y del navegante, un salón con sillones y mesas para veinte pasajeros, junto con seis cabinet dobles de lujo, cada una con su propio baño y otra zona con asientos para 26 pasajeros, una cocina, un mini-bar, baño y una bodega de equipaje. El nivel superior más compacto y estrecho del casco presentaba asientos para 18 plazas, junto con una segunda zona de equipajes, otra cocina, bar, y otro baño. La sección delantera de la cubierta superior también albergaba la cabina de mando con los dos oficiales de vuelo y el oficial al mando. Directamente detrás de los pilotos es donde estarían los ingenieros de vuelo de la aeronave, estos podrían acceder directamente a los seis motores en vuelo a través de pasarelas compactas alojadas dentro de las alas.
Originalmente, el Laté 521 estaba destinado a ser propulsado por cuatro motores W18 Hispano-Suiza 18Sbr de 1000 hp (890 kW); una versión civil de menor potencia derivado del motor de competición HS.18R; sin embargo, estos motores finalmente nunca estarían disponibles. En su lugar, se decidió instalar seis Hispano-Suiza 12Ydrs , con una potencia nominal de 880 hp (660 kW), para el primer avión (Laté 521). Este cambio de motores implicó un considerable trabajo de rediseño y retrasó la finalización del proyecto. El control de estos motores planteó varias dificultades; por lo tanto, los niveles de aceleración de los seis motores utilizaron un diseño integral que involucró puntas y estribos desembragables, que no sólo alivió las dificultades de control, sino que también mejoró la maniobrabilidad de la aeronave en el agua.
Laté 522

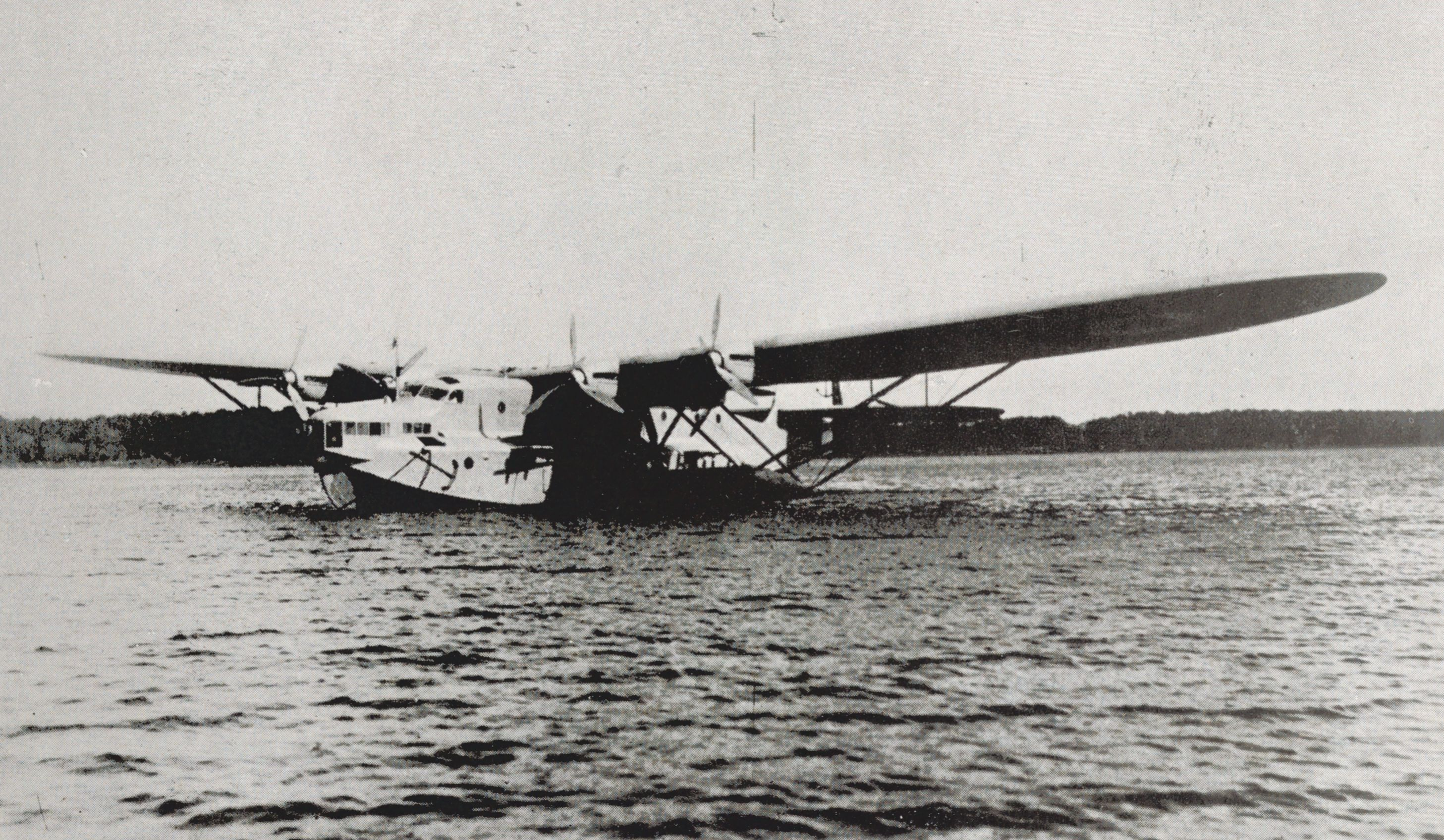
Vista frontal del Latécoère 522 "Ville-de-Saint-Pierre" de Air France Transatlantique. Motores Hispano Suiza 12Y-37, julio de 1939

El éxito del Laté 521 motivo el pedido de tres Laté 522 civiles para Air France Transatlantique; aunque, en realidad, sólo llegó a construirse un único Laté 522, registrado F-ARAP y nombrado Ville de Saint Pierre. Evaluado en abril de 1939, difería considerablemente del Laté 521, con una disposición interior diferente, la superficie superior del casco rediseñada, el peso máximo en despegue incrementado, y propulsado por motores Hispano-Suiza 12Y -37 de 960 hp nominales. Antes del estallido de la guerra se realizaron dos travesías dobles del Atlántico Norte.
Laté 523

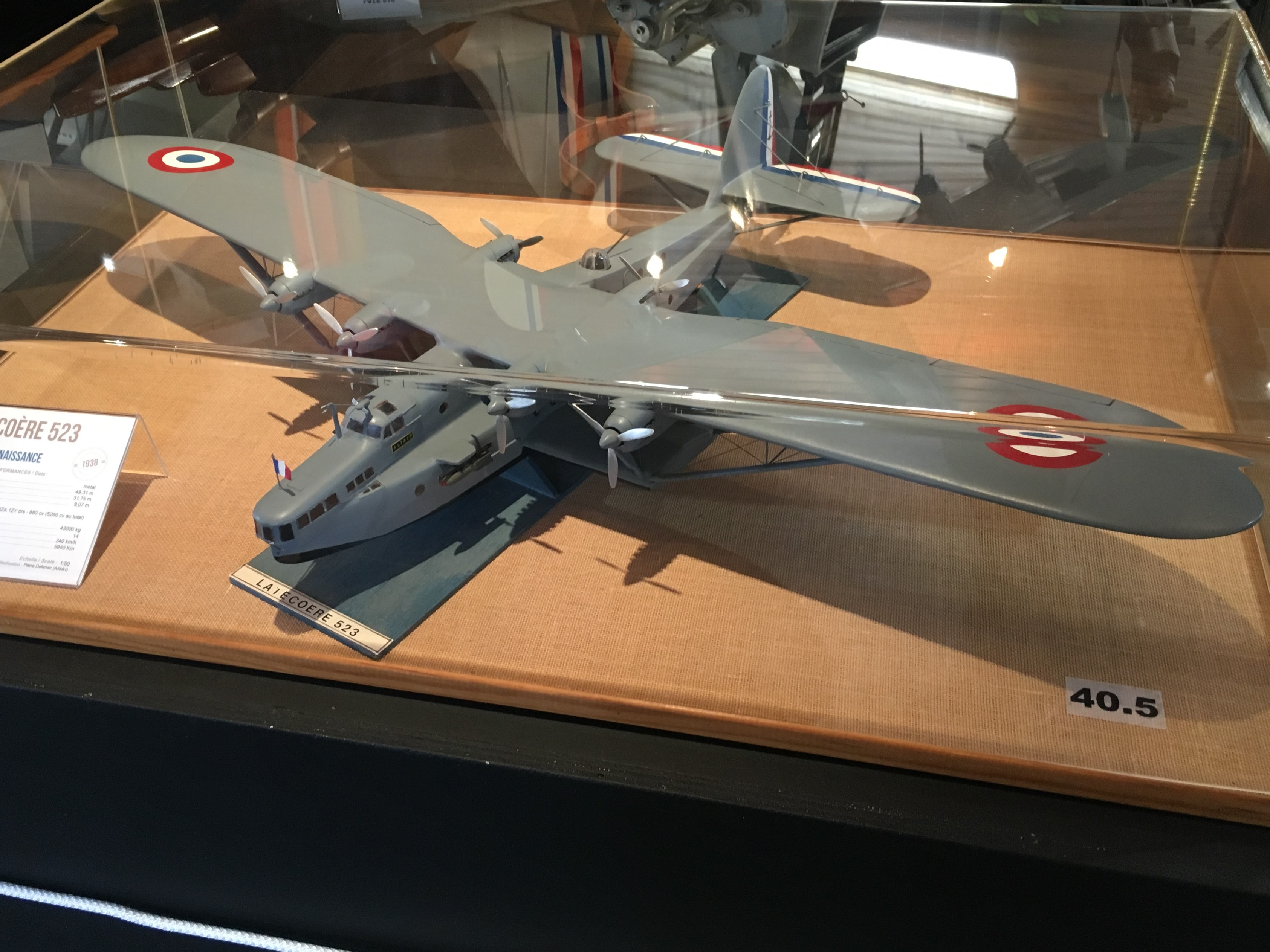
Latécoère 523 (maqueta)

Los vuelos récord del Laté 521 confirmaron el optimismo de la Armada francesa con respecto al desempeño del hidrocanoa de la firma Latécoère con el resultado, de un contrato de producción en abril de 1936 por tres aparatos bajo la designación Laté 523. El nuevo hidrocanoa retuvo el diseño del casco, el ala y la cola del Laté 521 civil, aunque el número de alerones se redujo de seis a cuatro y la capacidad de combustible disminuyó a 21 200 l y le fueron instalados los motores Hispano-Suiza 12Y-27 de 900 hp.
Se eliminaron los contornos superiores escalonados del morro del casco para proporcionar espacio al navegante-bombardero en el extremo de la proa, se previó una carga ofensiva de seis bombas de 200 kg Tipo K y cuatro de 400 kg Tipo L que se sujetaron al casco sobre rieles que sobresalían hacia proa y detrás de las alas embrionarias, y dos bombas de 500 kg en bastidores unidos a los puntales. Se instaló una torreta dorsal Blanchet-Pilain con un cañón Hotchkiss de 25 mm que entonces se estaba desarrollando para el servicio de Artillerie Navale, y cuatro ametralladoras MAC 1934 Darne cal. 7,5 mm que disparaban a través de los ojos de buey en el casco.
El primer Laté 523 nombrado Altair realizó su primer vuelo el 20 de enero de 1938 y llegó a la base de hidroaviones en la Laguna de Berre para las pruebas oficiales el 22 de abril siendo trasladado posteriormente a Saint Raphaël. El segundo aparato Algol voló el 16 de junio de 1938, y el tercero Aldebarán el 21 de octubre. Los tres Laté fueron destinados a la Escadrille E6, y el prototipo del cañón AN de 25 mm fue probado en el Algol en septiembre pero inmediatamente tuvo problemas con su sistema de alimentación y fue retirado. Las pruebas de disparo con el cañón a bordo del Algol finalmente se reanudaron en junio de 1939. y no se tiene constancia de la posterior instalación del arma para el servicio, siendo suplida por una quinta ametralladora MAC 1934 Darne cal. 7,5 mm.

## Historial operativo
1935 - 1939
El 10 de enero de 1935, el Laté 521 con el piloto de pruebas Pierre Crespy realizó el vuelo inaugural del tipo. Realizó una serie de vuelos de demostración antes de ser enviado, en diciembre de 1935 en un vuelo de demostración muy publicitado a Dakar para después, desde allí volar a Natal, Brasil , antes de girar al norte hacia las Antillas francesas . Este vuelo de larga distancia fue programado para coincidir deliberadamente con el Tricentenario de la Colonización francesa de América. Sin embargo, poco después de haber llegado el 13 de enero de 1936 con éxito a la base naval de Pensacola, Florida, la aeronave fue alcanzada por un huracán hundiéndose en el fondeadero. Reflotado, fue desmontado y devuelto a Francia en el carguero noruego M/T President Herrenschmidt, para ser reconstruido para la compañía Air France Transatlantique. En orden a incrementar su autonomía, se le cambiaron los motores por los Hispano-Suiza 12Nbr de 550 kW (740 hp) y registrado F-NORD fue puesto en servicio en la nueva ruta del Atlántico Norte reanudando los vuelos en junio de 1937. Antes de que Air France adoptará el Laté 521, la aerolínea solo podía transportar correo aéreo en algunas de sus rutas de larga distancia y, por lo tanto, ello permitió la apertura de nuevos servicios de pasajeros por primera vez.
Durante junio de 1937, el Laté 521 voló sin escalas a Natal antes de regresar a Francia por el Atlántico Norte. El 25 y 26 de octubre de 1937, realizó una travesía sin escalas desde Port-Lyautey , en Marruecos, a Maceió, Brasil, reclamando el récord mundial de distancia en línea recta (5771 km) para un hidroavión Clase C.Bis, con el piloto Henri Guillaumet a los mandos. El regreso a Dakar se produjo del 31 de octubre al 1 de noviembre siguiente. El 30 de diciembre de 1937, el tipo estableció un nuevo récord de la Federación Aeronáutica Internacional (FAI), con una carga útil de 18 040 kg a una altitud de 2000 m mientras volaba sobre la Base transatlantique de Biscarrosse - Hourtiquets (Landes), (el boletín FAI indica que tenía seis motores de 650 hp (485 kW) en ese momento). 
Equipado con los nuevos motores Hispano-Suiza 12Y, más potentes que los anteriores HS.12Nbr, el hidrocanoa realizó su primera travesía del Atlántico Norte, desde Biscarrosse a Nueva York, con escalas en Lisboa y Horta (Islas Azores) , entre el 23 y el 31 de agosto de 1938. El viaje de regreso lo hizo por la misma ruta, del 6 al 9 de septiembre de 1938. Al año siguiente, entre mayo y agosto de 1939, volvió a realizar seis travesías.
1939 - 1944
El 1 de septiembre de 1939 día de la invasión alemana de Polonia y del comienzo de la II Guerra Mundial la Escadrille E6 con los tres Laté 523 es trasladada a la base de la Aeronavale en Lanvéoc-Poulmic, Bretaña. Los Laté 521 remotorizados con los HS.12Y-37 y Laté 522 equiparon a la Escadrille E12. 
Mientras volvía de una patrulla sobre el Atlántico el 18 de septiembre de 1939, el Laté 523 Algol tuvo que realizar un amerizaje de emergencia frente a Ouessant por falta de combustible. Mientras intentaba remolcarlo, el torpedero Boulonnais chocó con el hidrocanoa que, irrecuperable, fue hundido a cañonazos.
A finales de septiembre de 1939, la Escadrille E6 recibió los Laté 521 y Laté 522; este último, al mes siguiente voló a Biscarrosse para recibir equipo militar, entrando en operaciones el 10 de noviembre de 1939; después de varias patrullas, en diciembre se remotorizo a ambos con los Hispano-Suiza 12Y-27.
En febrero de 1940, se solicitó a la Marine Nationale la devolución del Laté 522 para uso civil y, después de registrar sesenta y cinco horas de vuelo operativos con la Escadrille E6, se volvieron a instalar sus anteriores motores HS.12Y-37 y fue entregado a Air France Transatlantique en marzo de 1940.
El Laté 522 pasó abril y mayo en revisión en Biscarrosse desde donde escapó a Port Lyautey el 24 de junio de 1940. Anteriormente había realizado de la mano del famoso piloto Paul Codos y su tripulación vuelos destinados a abastecer desde Marsella a los aviadores franceses aislados en Yibouti en la entonces Somalia francesa y Madagascar, aquejados de una gran escasez de alimentos, equipo médico y medicinas. Mientras tanto, los dos Laté 523 supervivientes y el Laté 521 continuaron patrullando el Atlántico.
El Laté 523 Aldebarán estaba pasando por una revisión de motores cuando las fuerzas alemanas ocuparon la base de Lanvéoc-Poulmic, y el hidrocanoa fue hundido allí el 18 de junio de 1940. Los dos Laté 523 y Laté 521 restantes estaban amarrados en Port Lyautey, y estos hidrocanoas posteriormente equiparon la Escadrille 6E (antigua E6), junto con los Potez-CAMS 141 Antarès y Latécoère 611 Achernar.
El Laté 521 se desmovilizó en agosto de 1940, pero el Laté 523 voló a Berre, donde entre abril y mayo de 1941 ya con la fuerza aérea de la Francia de Vichy se reacondicionó y se cambiaron las alas. Voló a Dakar el 21 de junio de 1941, donde fue entregado a la Escadrille 4E, y finalmente fue dado de baja y abandonado por falta de repuestos en agosto de 1942. Los Laté 521 y 522 sufrieron daños irreparables en agosto de 1944 cuando las tropas alemanas en retirada volaron las instalaciones y hangares de la base de Berre.

## Especificaciones técnicas (Laté 523)
Referencia datos: Green, William. War planes of the Second World War / Vol. Five: Flying Boats, p. 27  Macdonald & Co. (Publishers). London 1971

### Características generales
- Tripulación: 14
- Longitud: 31,62 m
- Envergadura: 49,3 m
- Altura: 9,14 m
- Superficie alar: 330 m²
- Peso vacío: 20 840 kg
- Peso cargado: 37 500 kg
- Peso máximo al despegue: 42 000 kg
- Planta motriz: 6× Lineal V12 Hispano-Suiza 12Y-27.
  - Potencia: 655 kW (903 HP; 891 CV) cada uno.

### Rendimiento
- Velocidad nunca excedida (Vne): 260 km/h a 1000 m
- Velocidad crucero (Vc): 204 km/h (a 1000 m)
- Alcance: 3900 km
- Techo de vuelo: 6300 m

### Armamento
- Ametralladoras: 5× MAC 1934 cal. 7,5 mm
- Bombas: 8 x 75 kg
4 x 150 kg

## Usuarios
- Francia
- SIDAL - Société Industrielle d'Aviation Latécoère
- Aeronavale
- Air France Transatlantique
- Armée de l'Air de l'Armistice